# Litschauer Ländchen
Das Litschauer Ländchen ist ein Becken im nördlichsten Waldviertel in Niederösterreich, benannt nach der Stadtgemeinde Litschau.
Es deckt sich mit dem Einzugsgebiet des Reißbaches, eines in Tschechien mündenden rechten Nebenflusses der Lainsitz und umfasst etwa das nördliche Drittel des Bezirkes Gmünd und reicht bis nach Heidenreichstein und Schrems. Den geologischen Unterbau bilden Eisgarner Granit, Weinsberger Granit und Wolfsegger Granit und im Westen zusätzlich Diorite, Paragneise und tertiäre Sande. Die breiten, morphologisch kaum ausgeformten Täler des Reißbaches, des Romaubaches und der Braunau weisen einen weitgehend naturbelassenen Verlauf mit Altarmen, Lahnen, Überschwemmungswiesen, Verlandungszonen, Erlenbruchwälder sowie Großseggenriede und Kleinseggenriede auf, durchströmen auch immer wieder Fischteiche und werden so in ihrem Kontinuum unterbrochen.
Charakteristisch sind auch die zahlreichen Moore, die vermehrt im Westen vorkommen. Es handelt sich dabei oftmals um ehemalige Torfabbaustätten, die sich über die Jahre in unterschiedlicher Weise regeneriert haben und nun wichtige Lebensräume für unzählige Tier- und Pflanzenarten darstellen. Das Rottalmoos steht unter Naturschutz, aber auch andere wie das Schremser Moor, das Haslauer Moor und das Bummermoos sind nicht weniger interessant.
Damit ist das Litschauer Ländchen Lebensraum für zahlreiche gefährdete Arten, die unterschiedlichste Feuchtlebensräume benötigen, der durch die grenznahe Lage und die extensive Bewirtschaftung weiter begünstigt wird.